# 朱仲炘
朱仲炘（1441年—？），字德輝，浙江處州府遂昌縣人，順天府大興縣富戶籍。明朝政治人物。進士出身。

## 生平
順天府鄉試第六十四名。成化八年（1472年）壬辰科會試第八十二名，殿試登進士第三甲第九十六名。

## 家族
曾祖父朱伯銘。祖父朱子堯。父亲朱□。